# C-Dogs

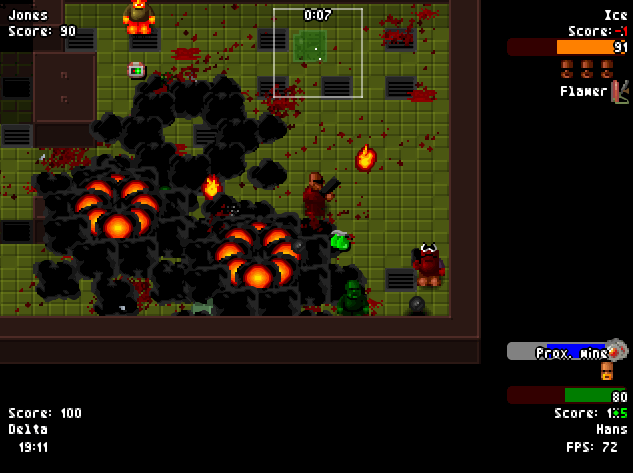
Spielgrafik dargestellt durch Sprites.

C-Dogs ist ein Top-Down-Shoot-’em-up-Computerspiel, das 1997 als Freeware für PC-kompatibles DOS veröffentlicht wurde. Es handelt sich um den Nachfolger zu Cyberdogs. Spieler können Missionen kooperativ bestreiten oder im Deathmatch gegeneinander antreten. Später veröffentlichte der Entwickler den Quelltext, wodurch das Spiel auf zahlreiche weitere Plattformen portiert wurde.

## Entwicklung
Der Vorgänger Cyberdogs entpuppte sich als passables Spiel, hatte jedoch bekannte Design-Schwächen und der 16-Bit-Protected-Mode des Turbo-Pascal-Compilers stellte sich schnell als Limitierung heraus. Daher begann Ronny Wester zwischen 1997 und 2001 mit der Entwicklung eines Nachfolgers. Um das Jahr 2000 wurde auch der Quelltext des Spiels veröffentlicht. 2006 wurde das Spiel mittels der SDL-Bibliotheken plattformunabhängig. 2013 erfolgte eine Portierung auf Android. 2015 wurde das Spiel auf Version 2 der SDL-Bibliotheken portiert. 2016 veröffentlichte Ronny Wester auch die Grafiken unter einer Creative Commons License. Am 21. August 2021 wurde C-Dogs SDL offiziell als Version 1.0.0 veröffentlicht. Gleichzeitig kündigte der Entwickler an, sich anderen Projekten zuzuwenden.

## Rezeption
LinuxUser verglich das Spiel mit Bomberman und Gauntlet. Die Stärke des Spiels liegt klar in den Mehrspielerpartien. Für Einzelspieler ist das Missionsdesign zu einfach und die Hintergrundgeschichte zu belanglos. Die Pixelgrafik wirkt karg. Positiv hervorzuheben sind jedoch die niedrigen Systemanforderungen.